# Pseudophegopteris pyrrhorachis
Pseudophegopteris pyrrhorachis là một loài thực vật có mạch trong họ Thelypteridaceae. Loài này được (Kunze) Ching miêu tả khoa học đầu tiên năm 1963.